# Geolit
Geolit es el Parque Científico-Tecnológico de Jaén (España), situado en Mengíbar. El parque está dotado de una superficie de más de 1.500.000 m², de los que una tercera parte es para uso empresarial y el resto para experimentación agroalimentaria. Como espacio de innovación y desarrollo empresarial, está dirigido a empresas de cualquier tamaño o antigüedad y con base tecnológica o con una actitud proclive a la innovación, a emprendedores individuales y a entidades públicas, organismos y fundaciones. Entre sus principales características se encuentran un urbanismo de excelencia, importantes ayudas económicas, una oferta de espacios flexible, una propuesta de relaciones adaptadas a las necesidades, servicios de valor añadido y un entorno empresarial e institucional activo y dinámico. 
Firmas como Pieralisi, Software DELSOL, Patrimonio Comunal Olivarero o Caja Rural de Jaén, que han adquirido suelo para construir una sede propia, o Asociación de Jóvenes empresarios de Jaén, el CTAER (Centro Tecnológico Avanzado de Energías Renovables de Andalucía), Mengisoft, Innovasur, Marwen Ingeniería, Citoliva, AONSolutions, Interóleo o SGS, que trabajan en el Completo Tecnológico de Servicios Avanzados, ya han unido su futuro al de Geolit. 

## Promotores
Geolit es un modelo de colaboración público-privado, producto de la suma de esfuerzos entre las administraciones y las empresas para favorecer los procesos de innovación. 
La sociedad promotora de Geolit nació en 2000 y en ella participaron inicialmente la Diputación de Jaén, la Consejería de Agricultura y Pesca de la Junta de Andalucía y la Universidad de Jaén. Se trataba de un proyecto que pretendía dar respuesta a la necesidad de modernización del tejido productivo vinculado al sector del olivar y del aceite de oliva, constatada tanto en el Plan Estratégico de Jaén como en diferentes documentos del Gobierno regional relacionados con la agricultura y la innovación en Andalucía. 
En noviembre de 2002, se sumaban al capital social de Geolit la Consejería de Innovación, Ciencia y Empresa, la Confederación de Empresarios de Jaén y cuatro cajas de ahorros, Caja de Jaén (Unicaja), Caja Rural de Jaén, CajaSur y Caja Granada.
En verano de 2004 se cerraba una segunda ampliación de capital, que daba entrada como nuevos socios al Ayuntamiento de Mengíbar y a la Sociedad de Capital Riesgo de Jaén, Inverjaén, y aproximadamente en esa fecha comenzaba los trabajos de urbanización del Parque. El 19 de octubre de 2007 y el 27 de noviembre de 2009 se aprueban dos nuevas ampliaciones pasando a un capital social en la primera de 11,416 millones de euros y uno final de 16,916 millones de euros. A lo largo del 2012, Caja Rural de Jaén adquirió las acciones de CajaSur y de Caja Granada (BMN).
En 14 de mayo de 2014 la Junta General aprobó una reducción de capital para equilibrar la sociedad, pasando a un capital final de 14.505.470 euros. Más adelante ese mismo año, el 22 de septiembre de 2014 se aprobó una ampliación de capital por un montante de 8.499.540 euros, suscritos prácticamente en su totalidad dejando finalmente un capital social de 22.925.263 euros.

## Localización
Situado en el término municipal de Mengíbar, a quince kilómetros de la capital jiennense, Geolit mantiene una comunicación privilegiada con el resto de Andalucía y con el centro y norte de España a través de la Autovía de Sierra Nevada (A-44). Se encuentra asimismo a poco más de una hora de la Línea de Alta Velocidad (AVE) Córdoba-Madrid y del Aeropuerto de Granada-Jaén, y a dos horas de distancia de los aeropuertos de Sevilla, Málaga y Almería.

## Espacios en Geolit y cómo instalarse
Geolit ocupa una superficie total aproximada de 1,5 millones de metros cuadrados dividida en dos partes por la Autovía A-44. La localizada al este, de aproximadamente 1 millón de metros cuadrados, de marcado carácter investigador y experimental, perteneciente al IFAPA (Instituto de Investigación Agraria y Pesquera de Andalucía), y la localizada al oeste de carácter empresarial. Esta última, se ha desarrollado en dos fases, la primera cuenta con 299.806 metros cuadrados. De ellos 92.000 metros de uso lucrativo están distribuidos en 23 parcelas que ofrecen: 

### Suelo
1. Parcelas de uso tecnológico disponibles para llevar a cabo una iniciativa empresarial con un edificio propio o como centro de empresas compartido. En cualquier caso, edificios exentos y de calidad, que tienen un precio competitivo y rentable.
2. Parcelas de uso industrial cualificado disponibles para la localización de instalaciones productivas mediante la promoción de edificaciones tipo nave. Con aparcamientos públicos y jardines en sus alrededores.

### Oficinas
Oficinas en alquiler completamente terminadas para iniciar la actividad de manera inmediada, en concreto en el Complejo Tecnológico de Servicios Avanzados (CTSA), un espacio donde se fomentan las sinergias y la cooperación empresarial. Las oficinas, con diseños actuales, funcionales y con óptimas calidades de terminación, son modulares y flexibles, que permiten agrupar o desvincular superficies para agrandar o reducir los espacios que requiere cada usuario.

### Salas de uso compartido
Espacios con capacidad para entre 14 y 140 personas dotados con los mejores medios técnicos para presentaciones, jornadas y charlas, y con posibilidad de ofrecer servicios de cáterin, azafatas, traducciones, intérpretes o animación. Abiertas a entidades ajenas a Geolit.

### Coworking
Entorno de trabajo dirigido a profesionales a los que le interese compartir un espacio de trabajo con otro para favorecer sinergias y de utilizar de manera gratuita áreas y servicios comunes.

### Centro de Empresas Virtual
Novedosa y singular modalidad de alojamiento que ofrece dirección postal, dirección social, placa física con el logotipo de la empresa en el directorio del Complejo Tecnológico, uso gratuito de las salas del Parque, servicio de gestión de correspondencia adaptado a las necesidades de la empresa y tratamiento con respecto a la entidad gestora como si estuviera físicamente en el Parque.

## Servicios en Geolit

### Servicios urbanísticos
Alta densidad de zonas verdes, elevado número de plazas de aparcamiento, fibra óptica, circuito cerrado de televigilancia, red Wifi, sistema de información dinámica en lugares estratégicos del parque y control de acceso. 

### Servicios generales
Transporte público, correos y servicio de paquetería, organización de eventos, sistema de información dinámica, restaurante, zona de vending, office, entidad financiera y cajero automático. 

### Servicios avanzados
De cooperación (difusión de información, redes de trabajo, fomento del emprendimiento, formación), de apoyo a la innovación, de internacionalización, de softlanding y servicios a medida. 

## Apoyo al emprendimiento y fomento de la innovación
Uno de los ejes transversales de Geolit es el apoyo a los emprendedores, promoviendo el desarrollo de la cultura emprendedora, facilitando el desarrollo de proyectos emprendedores y apoyando la actividad de entidades que trabajen en este sentido. Por ello, el Parque acoge el Centro Provincial de Emprendimiento de la Diputación de Jaén, impulsa la Mesa del Emprendimiento y coordina la plataforma paraemprenderenjaen.es. Además, tanto la Fundación Andalucía Emprende como AJE Jaén tienen una sede permanente en Geolit. 
Igualmente, el desarrollo de procesos de innovación es clave para el Parque y por ello trabaja tanto con empresas y entidades localizadas dentro del Parque y fuera del mismo, con especial dedicación a las localizadas en la provincia. Así, el Parque acoge entre sus empresas el OleoCluster de Geolit, formado por más de 20 empresas; coordina el Foro Ciencia Tecnología Empresa y la Comisión Jaén 2020. 

## Sostenibilidad
Además de convertirse en un referente en innovación, el Parque Científico y Tecnológico Geolit ha logrado erigirse en un foco difusor del uso de las energías limpias, un ejemplo de integración paisajística y un bastión de la defensa del medio ambiente. En suma, en un modelo empresarial sostenible que realiza una apuesta singular por el medio ambiente, tan destacada que ha sido reconocida por el propio Instituto de Diversificación y Ahorro Energético (IDAE), adscrito al Ministerio de Industria, Turismo y Comercio. 
Geolit cuenta con dos infraestructuras de referencia en materia de sostenibilidad: un sistema de climatización centralizada que utiliza como combustible la biomasa procedente de los restos del olivar; y una instalación de energía solar fotovoltaica (Parsol) que aprovecha la cubierta del aparcamiento central de Geolit. 
Otros valores medioambientales destacados del Parque son su integración en el paisaje, a través de elementos como la recuperación de espacios sensibles y en particular el arroyo de Quiebra Cántaros y la vía pecuaria Vereda de las Fuentes, la localización de zonas verdes y elementos paisajísticos en los espacios de visión desde el exterior, la reutilización de aguas depuradas en jardines y áreas verdes, el control de los vertidos de las actividades o las limitaciones para la implantación de actividades nocivas. 
Asimismo, la ordenación urbanística de Geolit garantiza la creación de un ambiente interno de gran calidad, a través de la presencia de abundantes zonas verdes, la baja densidad de edificación, el fomento de los itinerarios peatonales, la protección del ruido de la autovía Bailén-Granada mediante una barrera sónica y la no existencia de barreras arquitectónicas.
Esa vertiente sostenible está presente también en los criterios para la selección de inquilinos y en las condiciones para la edificabilidad de sus edificios. Por consiguiente, Geolit es un recinto de gran armonía medioambiental y paisajística, y en el que sus inquilinos tienen en común no sólo la vocación innovadora sino la sensibilidad hacia el medio ambiente y la generación de energías limpias. 

### Parsol
El Parsol es una instalación de energía solar fotovoltaica que aprovecha la cubierta del aparcamiento central de Geolit para emplazar 1 760 paneles de captación fotovoltaica. Cuenta con una potencia instalada de 284,4 KWp, y sus beneficios medioambientales se cifran en un ahorro de emisiones de CO² de 76 toneladas anuales (equivalentes a 30 toneladas de petróleo).